# Klaus Hansen (Politiker, 1968)

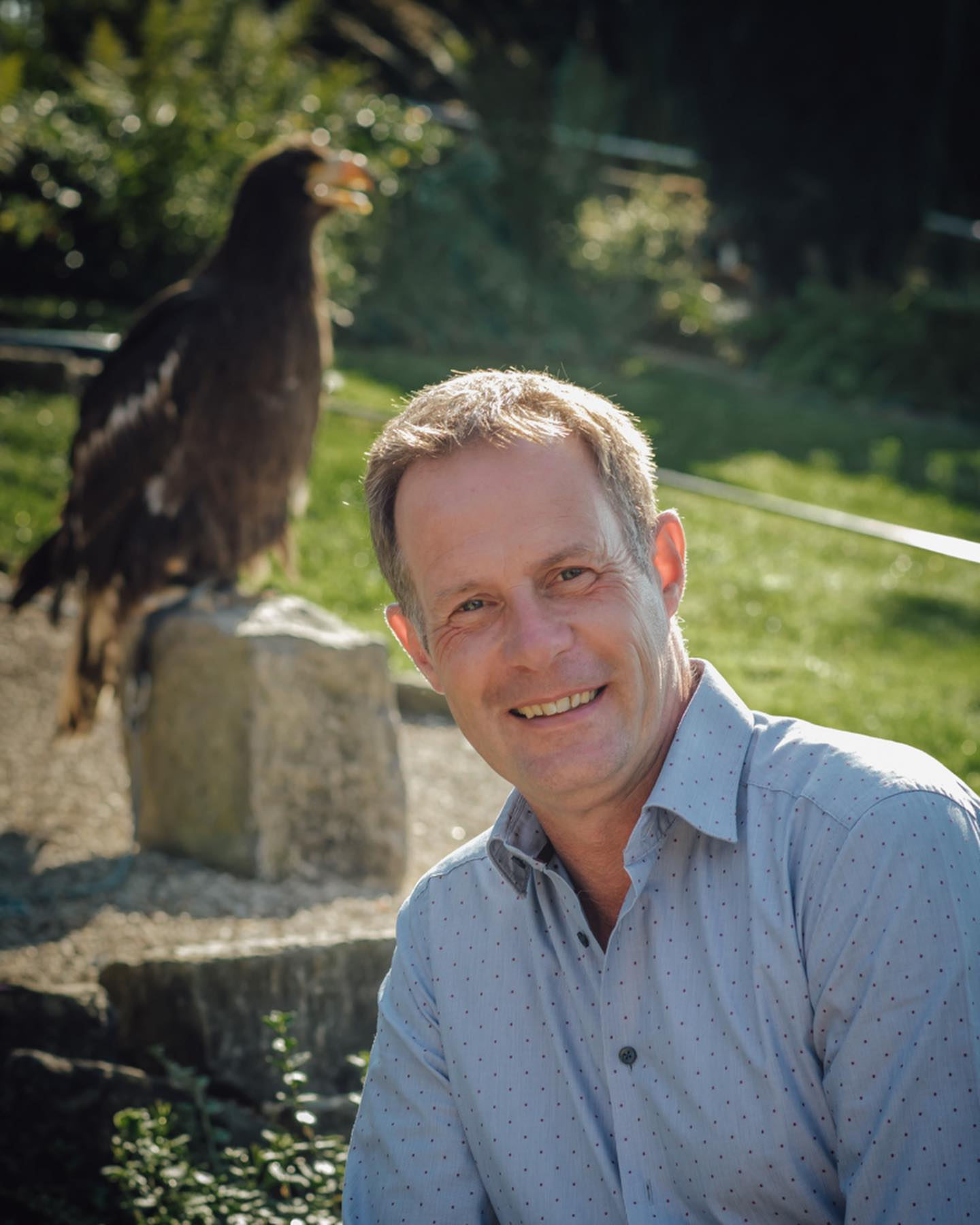
Klaus Hansen (2022)

Klaus Hansen (* 14. Dezember 1968 in Detmold) ist ein deutscher Gärtnermeister und Politiker (CDU) und seit dem 1. Juni 2022 Mitglied des Landtages von Nordrhein-Westfalen. Zuvor war er Direktor der Adlerwarte in Berlebeck.

## Leben
Hansen wuchs in Lage-Billinghausen auf. Nach dem Besuch der Realschule in Lage durchlief er eine Ausbildung zum Gärtner. 1992 ging er in den Zivildienst im staatlichen Veterinäruntersuchungsamt in Detmold. 1995 absolvierte er die Meisterausbildung im Gartenbau.
Von 1996 bis zu seinem Einzug in den nordrhein-westfälischen Landtag im Jahr 2022 leitete Klaus Hansen die Adlerwarte in Detmold-Berlebeck.
Hansen ist verheiratet und hat zwei erwachsene Kinder.

## Politik
Hansen ist seit 2012 Mitglied der CDU.
Bei der Landtagswahl in Nordrhein-Westfalen 2022 kandidierte er im Landtagswahlkreis Lippe I und erlangte dort das Direktmandat.
Im Landtag ist er ordentliches Mitglied im Ausschuss für Familie, Kinder und Jugend, im Ausschuss für Umwelt-, Natur- und Verbraucherschutz, Landwirtschaft, Forsten und ländliche Räume sowie im Parlamentarischen Untersuchungsausschuss I, welcher sich unter anderem mit dem Missbrauchsfall Lügde beschäftigt. Außerdem ist er stellvertretendes Mitglied im Innenausschuss und im Ausschuss für Bauen, Wohnen und Digitalisierung.
Er ist stellvertretender Vorsitzender des CDU-Stadtverbandes Lage, seit Oktober 2022 stellvertretender Kreisvorsitzender der CDU Lippe, sowie seit Juni 2025 außerdem Kreisvorsitzender des Evangelischen Arbeitskreises in Lippe.